# Brian Kerr, Baron Kerr of Tonaghmore

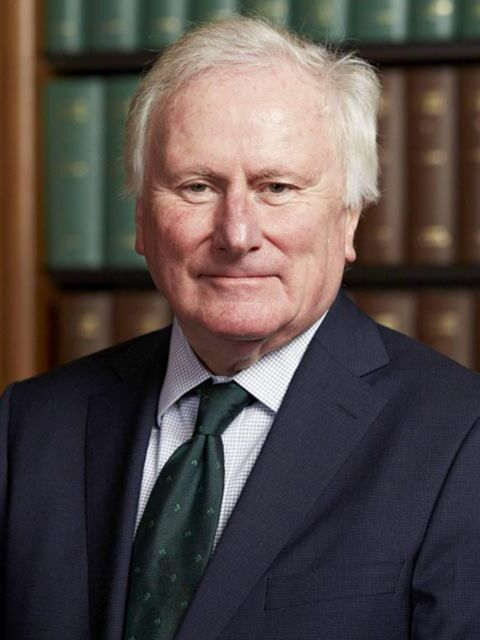
Brian Kerr, Baron Kerr of Tonaghmore, 2016

Brian Francis Kerr, Baron Kerr of Tonaghmore, Kt, PC (* 22. Februar 1948; † 1. Dezember 2020) war ein britischer Richter und von 2004 bis Anfang Juli 2009 Lord Chief Justice of Northern Ireland. Im Juni 2009 wurde er zum letzten Law Lord ernannt.

## Leben und Karriere
Kerr wurde am 22. Februar 1948 als Sohn von James William Kerr und dessen Ehefrau Kathleen Rose, geborene Murray, aus Lurgan im County Armagh geboren. Er besuchte das St Colman’s College in Newry und studierte Rechtswissenschaft an der Queen’s University of Belfast.
1970 wurde er von der Bar of Northern Ireland und 1974 von der Bar of England and Wales bei der Anwaltskammer Gray’s Inn zugelassen. 1983 wurde er Kronanwalt und wurde 1990 von der Anwaltskammer King's Inns zugelassen. 1997 wurde er Honorary Bencher bei Gray’s Inn und 2004 bei King's Inn.
Von 1978 bis 1983 war er Junior Crown Counsel für Common Law und von 1988 bis 1993 Senior Crown Counsel.
1988 wurde er Vorsitzender (Chair) der Mental Health Commission for Northern Ireland.
1993 wurde Kerr zum Richter des High Court ernannt und erhielt die übliche Adelung als Knight Bachelor. 2004 wurde er zum Lord Chief Justice und Mitglied des Privy Council ernannt. Er wurde traditionell Nachfolger von Robert Carswell, Baron Carswell als nordirischer Lord of Appeal in Ordinary, nachdem dieser in den Ruhestand trat. Er wurde am 1. Oktober 2009 einer der ersten Richter des neuen Supreme Court of the United Kingdom. Kerr war mit 61 Jahren damals auch das jüngste Mitglied.
Am 3. Juli 2009 wurde Sir Declan Morgan sein Nachfolger als Lord Chief Justice of Northern Ireland.
Kerr war von 1995 bis 2004 Mitglied des Judicial Studies Board Northern Ireland. Von 1995 bis 2001 gehörte er dem Franco-British Judicial Co-operation Committee an. Er war von 1997 bis 2001 Vorsitzender des Distinction and Meritorious Service Awards Committee Northern Ireland. 1999 war er Eisenhower Fellow für Nordirland.

## Mitgliedschaft im House of Lords
Am 29. Juni 2009 wurde er unter dem Titel Baron Kerr of Tonaghmore, of Tonaghmore in the County of Down, zum Life Peer ernannt und am gleichen Tag in das House of Lords eingeführt. Er war die letzte Person, die zum Lord of Appeal in Ordinary ernannt wurde. Im Parlament schloss er sich der Fraktion der Crossbencher an. Am 1. Oktober 2009 wurde er einer der Richter des neuen Supreme Court of the United Kingdom und blieb dies bis zu seinem Tod 2020. Seine reguläre Amtszeit wäre 2021 zu Ende gegangen.
Durch sein Richteramt war er seit Oktober 2009 von der Beteiligung im House of Lords ausgeschlossen.

## Familie und Privates
Aus seiner 1970 geschlossenen Ehe mit Gillian Widdowson gingen zwei Söhne hervor. Kerr wurde römisch-katholisch erzogen, aber sein religiöses Bekenntnis ist nicht bekannt.